# Nahe (Palts)
De Nahe is een linkerzijrivier van de Rijn, die bij Bingen in de Rijn uitmondt. De Nahe loopt door Saarland en Rijnland-Palts en is 125 km lang. De naam wordt ook gegeven aan de regionale wijnstreek en hier verbouwde wijn.

## Verloop
De Nahe ontspringt aan de rand van het bos ten noordwesten van het Saarlandse Nohfelden. De bron ligt ca. 4 km ten zuidwesten van het Bostalmeer, dat in het zuidoosten door de Nahe wordt omringd. Vanuit Saarland stroomt de Nahe vervolgens in noordoostelijke richting Rijnland-Palts binnen. Daar stroomt de rivier onder andere door Hoppstädten-Weiersbach, Idar-Oberstein, Kirn, Monzingen en Bad Sobernheim naar Niederhausen. In noordelijke richting komt de Nahe via Bad Münster am Stein-Ebernburg, Bad Kreuznach en Gebsingen uit bij Bingen am Rhein.
Het stroomgebied van de Nahe omvat ca. 4065 km², wat veel is in vergelijking met de lengte. In de midden- en benedenloop van de rivier kan soms binnen korte tijd sprake zijn van grote overstromingen, die echter ook weer snel voorbij zijn.

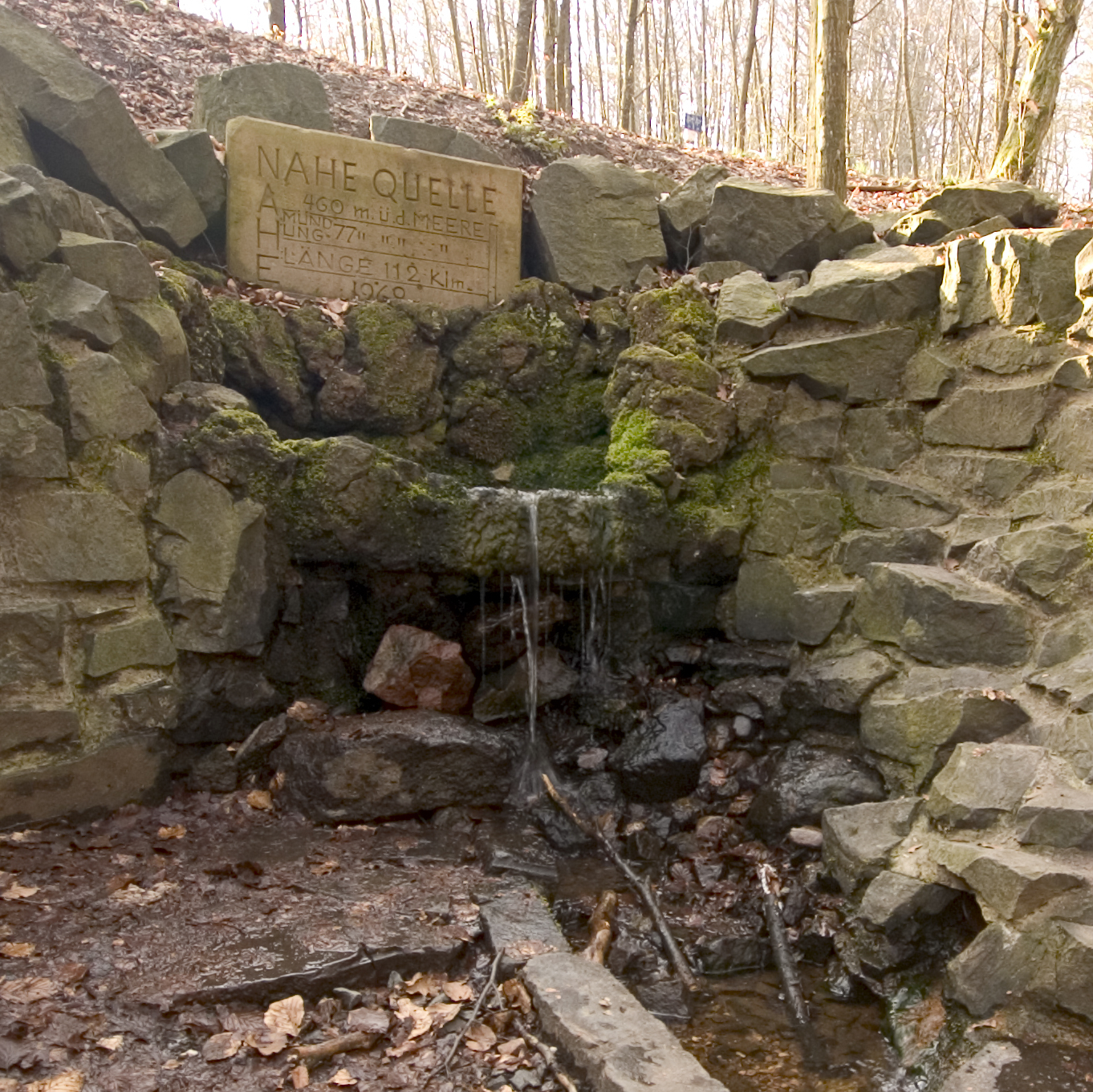
De bron van de Nahe bij Nohfelden
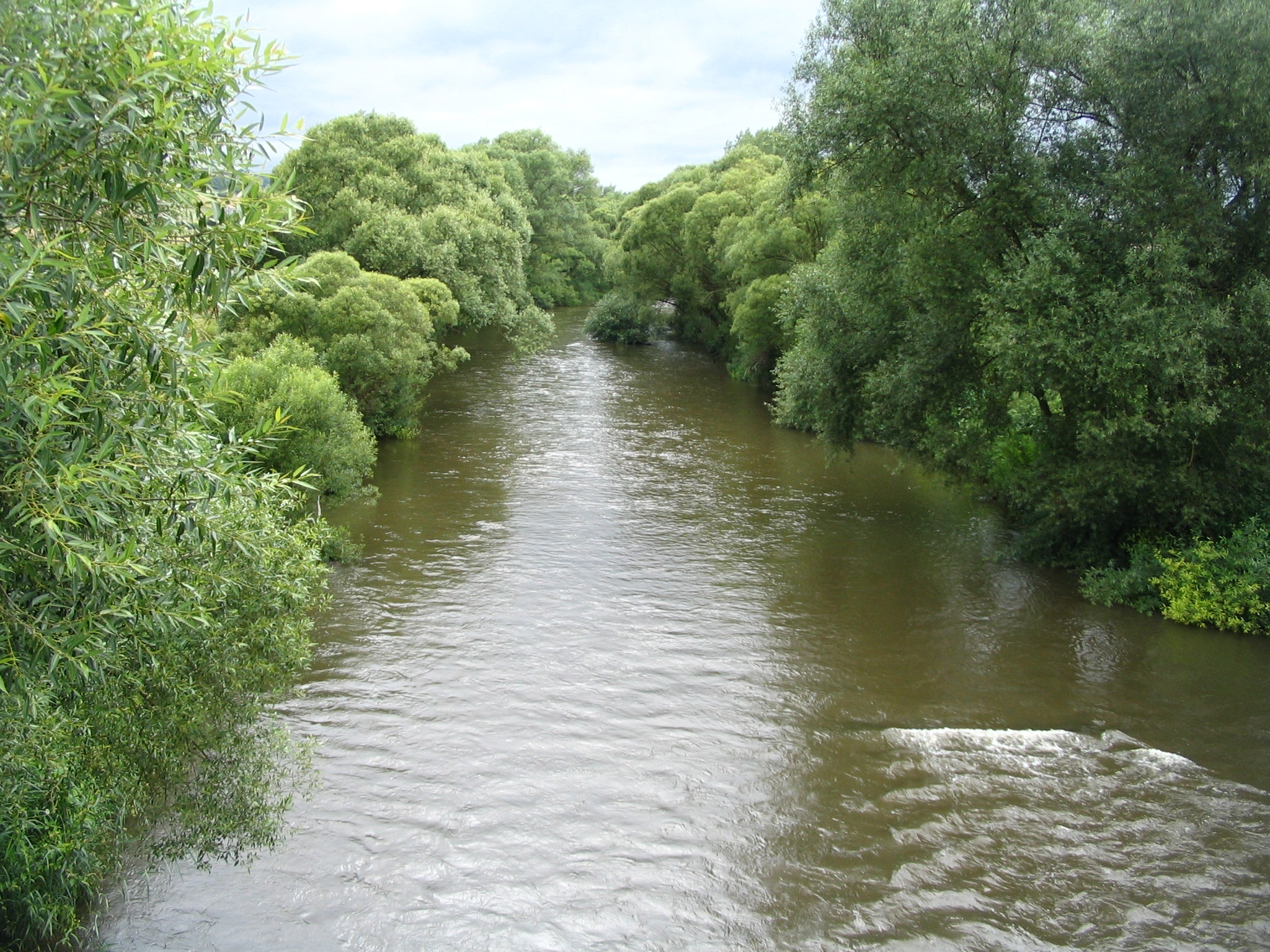
De Nahe in de middenloop